# Club Deportivo Calahorra
El Club Deportivo Calahorra és un club de futbol d'Espanya, de la localitat de Calahorra, a La Rioja. Va ser fundat el 1942. Actualment juga a la Primera Divisió RFEF.

## Història
Els orígens del futbol a Calahorra es remunten a 1923, quan es formà la Sociedad Cultural Deportiva. El 1933 es creà el Calahorra FC, que ingressà a la federació càntabra. Finalment, el 1946 nasqué l'actual Club Deportivo Calahorra.

## Estadi
El Calahorra disputa els seus partits a la La Planilla, amb capacitat per a 4.200 espectadors.

## Dades del club
- Temporades en 1a: 0
- Temporades en 2a: 0
- Temporades en 2a B: 8
- Temporades en 3a: 39
- Millor lloc en la lliga: 3r (Segona Divisió B de la lliga espanyola de futbol temporada 00-01)
- Pitjor lloc en la lliga: 19è (Segona Divisió B de la lliga espanyola de futbol temporada 89-90)

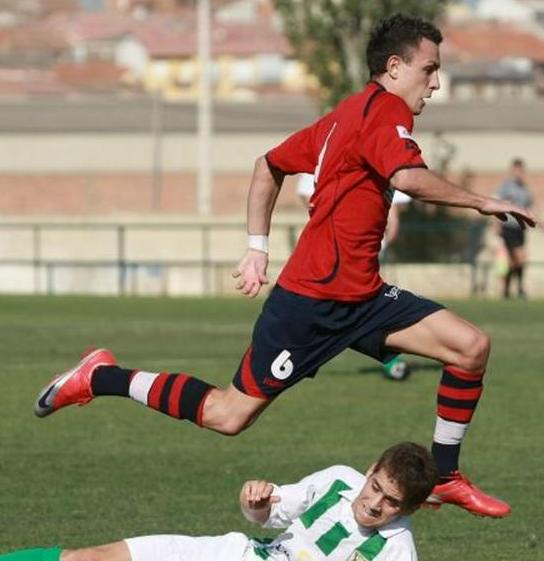
CD Calahorra el 2009.

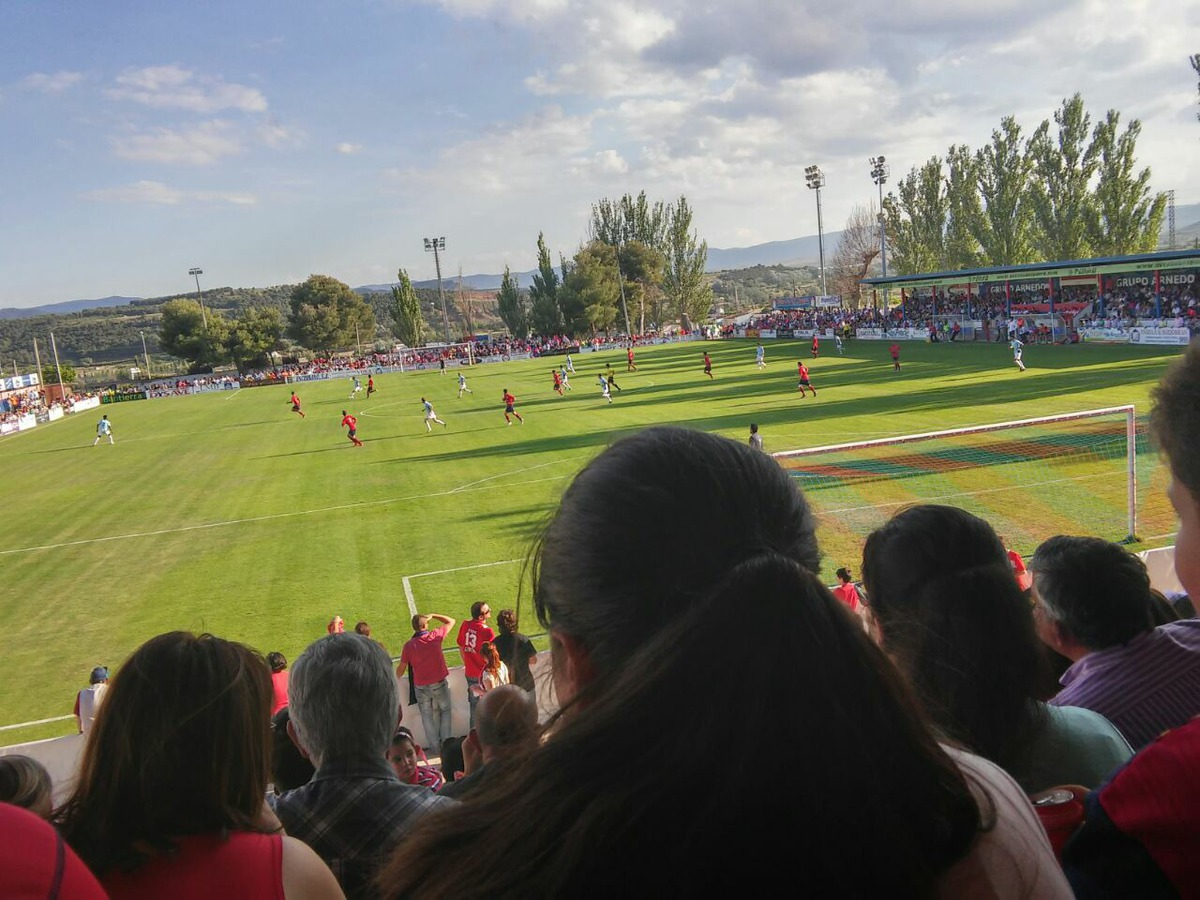
Estadi La Planilla.